# Никола Рашић (глумац)
Никола Рашић (Земун, 4. јул 1840 — Нови Сад, 1878) био је српски драмски глумац.

## Каријера
Рашић је глумачку каријеру започео је у једној дилетантској трупи у Вршцу. У Српском народном позоришту је ангажован 26. јануара 1863. и у њему је остао до 1868.
Од 1868. до 1871. је био члан Народног позоришта у Београду, од 1871. до 1873. је поново био СНП, од 1874. до 1875. у путујућој дружини Ђорђа Пелеша и од 1876. до 1877. трећи пут у Српском народном позоришту.
Био је, уз Нестора-Нецу Недељковића, несумњиво омиљени комичар у Београду и врло популаран код војвођанске публике за време боравка у Српском народном позоришту. Довољно је било „само да ступи на бину, па да се публика грохотом насмеје“, писао је један рецензент 1877. године. Вешт у реалистичној карактеризацији комичних ликова, са наклоностима ка карикирању, као и Недељковић, и јефтиним ефектима, којима се допадао широј публици, „имао је ванредног дара за приказивање нижих комичних улога, а лепу је способност показао и као представљач комичних карактера“, истицао је други новосадски рецензент 1874. године. Неца Недељковић и Рашић били су главни и најпријатнији комични забављачи српске публике седамдесетих и осамдесетих година 19. века.
Једно време био је у браку са Милевом Радуловић Рашић, која је такође била глумица.

## Улоге
- Ранко (Смрт Стефана Дечанског)
- Ставра (Вампир и чизмар)
- Никица (Стари бака и његов син хусар)
- Цветко (Војнички бегунац)
- Радоје (Максим Црнојевић)
- Грга (Граничари)
- Нотарошев писар (Школски надзорник)
- Милан (Пркос)
- Ван Бет (Цар Петар Велики као лађар)
- Жан (Муж у клопци)
- Калуђер (Разбојници)
- Лука (Гушче буковачко)
- Јоаким Сапун (Честитам)
- Тошица (Избирачица)
- Брица (Саћурица и шубара)
- Леонардо (Јелисавета)
- Иван (Девојачки завет)
- Кувар (Нашла врећа закрпу)
- Бусоније (Последње љубавно писмо)
- Мартин (Госпође и хусари)
- Бернхарди (Ултимо)